# Introspective (Amber Smith-album)
Az Introspective az Amber Smith negyedik stúdióalbuma. Az album 2008. február 18-án jelent meg. Elnyerte a "2008 legjobb magyar alternatív albuma" Fonogram-díjat.

## Az album dalai
1. Introspective
2. 1980
3. Coded
4. Select All/Delete All
5. Brazil
6. Hectic
7. Treading Water
8. Welcome to CIA
9. Simon Says
10. Hectic
11. My Final Plea